# Groupement national interprofessionnel des semences et plants
 (mai 2022).
L'Interprofession des semences et des plants, SEMAE (anciennement "Groupement national interprofessionnel des semences et plants", dit GNIS) créée en 1941 et modifiée en 1962, est l'organisation interprofessionnelle de la filière semences et plants pour la France reconnue en juin 2014 par arrêté du ministère de l'Agriculture. Elle a aussi pour mission, par délégation de service public, le contrôle de la qualité et la certification des semences. C'est également un lobby.

## Histoire

### Les années 1940 et 1950
Pour faire face à la pénurie alimentaire, l'État décide de créer une première organisation le 11 octobre 1941 par la loi no 14194, loi complétée par la loi no 383 du 2 août 1943 : « Le groupement national interprofessionnel des semences, graines et plants a pour objet de représenter les diverses professions et catégories professionnelles intéressées par la sélection, la multiplication, la production, le commerce et l'utilisation des graines de semence et des plants et d'étudier et de proposer toutes mesures tendant à organiser la production et la commercialisation desdites graines de semence et plants ».
Le GNIS organise dès 1941 l'interprofession semencière et délivre sur proposition du Comité technique permanent de la sélection (CTPS) la carte professionnelle permettant d'exercer comme sélectionneur ou multiplicateur de semences. Le rôle du GNIS est renforcé à la Libération avec la création de l'INRA, appuyée par François Tanguy-Prigent, le 25 avril 1946. Le GNIS constitue, avec l'aide de l'INRA, une filière semence professionnalisée. C'est l'époque de la « Révolution fourragère », des actions sont menées pour inciter les éleveurs à semer leurs prairies avec des espèces fourragères pures. La revue Fourrages est créée pour promouvoir la prairie artificielle semée : près du tiers des 12 millions d'hectares de prairies permanentes existant en 1948 sont convertis en quatre décennies, notamment en luzerne.

### 1962: Structuration du GNIS
Le 18 mai 1962, le GNIS est réorganisé par décret du gouvernement français. Certaines dispositions de la loi de création du GNIS sont abrogées. Le ministère de l’Agriculture confie au GNIS l’exécution de missions de service public en matière de contrôle et de certification des semences. À cette fin le GNIS se dote de son propre service technique la même année. Ce service sera rebaptisé « Service officiel de contrôle » en 1972, puis plus tard Service officiel de contrôle et de certification, dont la direction est assurée par un fonctionnaire.

### 2014 - 2016 Evolutions de l'interprofession
Le GNIS est reconnu comme organisation interprofessionnelle au sens du Règlement européen OCM unique par arrêté du 19 juin 2014. La loi d'avenir pour l'agriculture, l'alimentation et la forêt du 13 octobre 2014 abroge les dernières dispositions obsolètes de la loi de 1941 créant le GNIS. Après la parution de cette loi, il ne reste plus des dispositions originelles de 1941 que l’acte fondateur de création du GNIS. 
Les statuts du GNIS ont été modifiés par décret le 25 juin 2015 en ancrant les missions interprofessionnelles du GNIS dans le cadre européen prévu pour les interprofessions et en confirmant l’exercice des missions de service public au sein d’un service technique dédié, le SOC, dirigé par un fonctionnaire nommé par le ministre de l’agriculture et détaché auprès du GNIS.
Les modalités pratiques de fonctionnement du GNIS sont désormais fixées par le règlement intérieur adopté par le conseil d’administration. Après adoption du règlement intérieur en mai 2016, les différents arrêtés définissant le fonctionnement du GNIS des années 1962 et al sont abrogés.

### 2021 Le GNIS devient Semae
·       

## Missions
En tant qu'interprofession, Semae est l'instance de concertation entre les différentes professions de la filière semences en vue de définir des actions collectives d'intérêt général. et a des missions de représentation du secteur semences auprès des pouvoirs publics.
Il exerce deux types de missions :
- des missions interprofessionnelles de promotion et de communication collectives des produits, de recherche et développement, ainsi que des actions dans la gestion des marchés avec la publication d'informations statistiques ou économiques ;

- des missions de service public par délégation du ministère de l'Agriculture dans le domaine de la qualité et du contrôle de la certification des semences à travers le SOC, Service officiel de contrôle et de certification accrédité selon la Norme IS0 17065. Il contrôle à ce titre la pureté spécifique et variétale des semences, leur qualité sanitaire et s'assure de la conformité de ces différents points aux obligations réglementaires européennes.

## Organisation
Semae rassemble les professions du secteur semences et plants : entreprises de sélection, entreprises de production semences et plants, agriculteurs multiplicateurs, distributeurs, utilisateurs, transformateurs.

### Gouvernance
Semae est composé d'un conseil d’administration décidant les orientations générales et de neuf conseils de section spécialisés organisés en cinq collèges représentant les quatre maillons de la filière (sélection, multiplication, production, commerce et un cinquième maillon regroupant les utilisateurs de semences. Ces maillons forment les cinq collèges de l’interprofession qui, à l’unanimité, ont la capacité à définir des actions collectives allant dans le sens de l’intérêt général.

#### Conseil d'administration
Le conseil d'administration est composé de 23 membres, que sont les présidents et vice-présidents des neuf conseils de section ainsi que cinq représentants des utilisateurs. Le renouvellement des instances est triennal, avec l'élection d'un président et un vice-président.

#### Conseils de section
Les huit conseils de sections spécialisés sont : céréales à paille et protéagineux, maïs et sorgho, plantes fourragères et à gazon, betteraves et chicorée industrielle, pommes de terre, plantes oléagineuses, lins et chanvre, plantes potagères et florales.
Un neuvième conseil généraliste intitulé "diversité des semences" a été créé.

### Organisation interne
Semae est organisé en quatre directions : direction de la qualité et du contrôle officiel (SOC), direction de l'animation des filières (chaque section spécialisée est animée par un secrétaire général), direction des services à la filière, direction de la communication. Un secrétariat général est chargé des aspects administratifs.
Trois services transversaux complètent cette organisation : réglementaire, affaires publiques et RSE? relations internationales. 
Une filiale, l'ASFIS est chargée de la formation.
Six délégations régionales assurent les différentes activités sur le territoire français. Elles sont situées à Lille (Nord), Reims (Est), Angers (Ouest), Lyon (Sud-Est), Orléans (Centre), Toulouse (Sud-Ouest).
Au total le GNIS compte plus de 200 salariés et le résultat de l’Index égalité femmes-hommes pour l’année 2022 est de 93/100.

### Financement
L'accord du 5 octobre 2021 défini le financement de Semae pour les années 2022, 2023 et 2024 et l'extension d’un accord interprofessionnel relatif au financement des actions conduites par le groupement national interprofessionnel dans le domaine des semences et plants (SEMAE) pour les années 2022, 2023 et 2024 est précisé par l'arrêté du 30 novembre 2021.
En 2015, le Conseil d’État a confirmé que le GNIS assure « des tâches d'intérêt public spécifiques » et qu’il ne tire « aucun profit personnel des activités de contrôle qui lui sont confiées », après sa saisine par la Confédération paysanne et la Coordination rurale au sujet d’un arrêté du ministre de l'Agriculture portant extension d'un accord interprofessionnel relatif au financement des actions conduites par le GNIS.

## Engagements
En octobre 2017, le président de la République demande aux interprofessions d'élaborer des plans de développement et de transformation des filières agricoles et agroalimentaires. Le GNIS élabore un plan de filière pour les semences qu'il remet au ministre de l'Agriculture en décembre 2017. Début 2018, avant sa mise en œuvre, le GNIS procède à une consultation publique des citoyens, des consommateurs et des organisations de la société civile.
Le plan comprend trente actions pour atteindre trois objectifs : mieux répondre aux attentes des citoyens, des consommateurs et des clients; développer l’innovation pour accompagner les filières dans la transition agroécologique; protéger, enrichir et diffuser la biodiversité.  
Concernant la réponse aux attentes des consommateurs, il annonce trois engagements en faveur de l'agriculture biologique : faciliter l’inscription du catalogue officiel de variétés répondant aux besoins de l’agriculture biologique en portant cette demande dans les sections du Comité technique permanent de la sélection des plantes cultivées (CTPS) où le GNIS est représenté ; communiquer sur la qualité des semences bio et certifiées, faciliter l’identification parmi les variétés existantes celles qui paraissent plus particulièrement adaptées à la conduite en agriculture biologique,,.

## Activités

### Activités de recherche et de développement
Le GNIS finance des programmes d'expérimentations technique pour améliorer les conditions de production et la qualité des semences et plants de nombreuses espèces,. Par exemple, il conduit des expérimentations avec l'ITSAP pour mieux cerner les problématiques de la pollinisation des productions de semences,.

### Activités économiques et statistiques
Le GNIS suit les évolutions des productions et des marchés sur les plans statistique et économique[réf. souhaitée].

### Activités de promotion et de communications collectives
Le GNIS développe des actions d'information, selon les espèces auprès des différents publics professionnels et amateurs par différents moyens tels que : les médias, l'enseignement général et agricole, le développement agricole, les entreprises de distribution de semences et plants ; il est notamment l'auteur de sites d'information sur les semences biologiques, sur les OGM.
Depuis 1999, le GNIS organise avec la FNMJ, une semaine du jardinage à l'école parrainée par l’Éducation nationale. Avec Val'hor, interprofession de l'horticulture, le GNIS organise en 2016 un concours sur cette thématique, sous le haut patronage du ministère de l'Education nationale, pour les classes maternelles et élémentaires. Par ailleurs, le GNIS est partenaire du concours national des jardins potagers (CNJP) organisé par la Société nationale d'horticulture de France qui récompense, depuis 2000, les jardins potagers remarquables du point de vue esthétique, présentant une grande diversité de légumes cultivés ainsi que des bonnes pratiques de jardinage.
Le GNIS mène également des actions de communication avec d'autres partenaires. Ainsi, avec l'UIPP et l'UFS, le GNIS est membre fondateur d'Initiatives Biotechnologies Végétales, une association qui promeut la recherche sur les biotechnologies végétales et les OGM.  

## Lobbying
Pour l'année 2020, SEMAE déclare à la Haute Autorité pour la transparence de la vie publique exercer des activités de représentation d'intérêts en France pour un montant qui n'excède pas 200 000 euros.
Le GNIS est inscrit depuis 2018 au registre de transparence des représentants d'intérêts auprès de la Commission européenne, et déclare pour cette activité en 2017 des dépenses annuelles d'un montant compris entre 100 000 et 200 000 euros.
Avec plus de 300 autres organisations, le GNIS contribuait en 2016 au financement du club parlementaire « Club de la table française ».

## Semences biologiques
En 2012, le GNIS participe avec l’Institut technique de l'agriculture biologique (ITAB), le Groupe de recherche en agriculture biologique (GRAB) à un projet coordonné par l’Agence bio et financé par le ministère de l’Agriculture par le biais du CASDAR pour stimuler l’offre autant que l’utilisation des semences et plants bio.
Depuis 2016, le GNIS a mis en place une commission transversale semences et plants biologiques pour accompagner le développement de l’offre de semences biologiques,. Cette commission est composée des différentes familles professionnelles représentées au GNIS, ainsi que d’autres acteurs de l’agriculture biologique (Interfel, CNIPT, La Coopération agricole, Fédération du négoce agricole, APCA, FNSEA, FNAB et ITAB). Le GEVES, l’Agence bio et l’Inao suivent également les travaux de cette commission.
Le GNIS est par ailleurs gestionnaire de la base de données semences bio, mission confiée par le ministère de l'Agriculture, via l'Inao, autorité compétente pour le bio. En 2018, ce site internet a été modernisé pour permettre aux producteurs bio de trouver plus aisément des semences et plants biologiques pour les variétés qu’ils cherchent. aux fournisseurs de semences et plants de proposer aux agriculteurs et maraîchers les variétés qu’ils commercialisent et de tenir à jour les disponibilités. Enfin le site permet aux organismes certificateurs, de gérer les demandes de dérogations de leurs contractants,.
Le 1er juillet 2019, le GNIS signe avec l’ITAB une convention visant à permettre d’orienter le choix des variétés à tester dans les essais pour développer une offre adaptée à l’agriculture biologique.

## Critiques

### Biodiversité
La réglementation européenne sur les variétés de conservation, soutenue par le GNIS, a été critiquée en 2007 par le Réseau Semences Paysannes qui la juge « incomplète ». En 2018, le Réseau Semences Paysannes, Kokopelli et d'autres organisations se sont félicitées d'un assouplissement de la réglementation européenne qui autorise la vente de semences bio, sans que les variétés dont elles sont issues soient inscrites au catalogue officiel des espèces et variétés, géré par le Comité technique permanent de la sélection (CTPS), sous la responsabilité du ministère de l'Agriculture,,. 
Le ministre de l’Agriculture s’est, lui, félicité en 2017 de l’engagement du GNIS en faveur de la préservation de la biodiversité et des ressources génétiques à l’occasion de la réunion du TIRPAA.

### Nature juridique
Selon Blanche Magarinos-Rey, avocate de l'association Kokopelli , la nature juridique imprécise du GNIS pose problème : « Tantôt personne publique, tantôt personne privée assumant des missions de service public, le GNIS profite de cette imprécision pour se présenter comme un représentant neutre et officiel de l'État français, et, dans le même temps, pour défendre, tel un groupe de pression quelconque, les intérêts de l'industrie semencière ».
La Cour de Cassation dans son dernier arrêt du 20 décembre 2017 rappelle qu’il n’existe pas d’imprécision dans la nature juridique du GNIS « qui assure l'exécution des décisions prises en matière de contrôle par le ministre de l'agriculture, notamment en ce qui concerne la certification variétale et sanitaire, est un organisme de droit privé chargé d'une mission de service public administratif ».

### Représentation
Blanche Magarinos-Rey, avocate de l'association Kokopelli, estime que « le GNIS, loin de représenter la totalité des acteurs de la filière semences, ne représente au mieux que la logique industrielle. Les organisations minoritaires éloignées de cette logique ne sont ni présentes ni représentées en son sein ». Selon elle, il n'existe pas au sein du GNIS de mécanisme d'adhésion ou de retrait.
Le Conseil d’État tranche le débat de la représentativité du GNIS dans son avis du 24 novembre 2017 : « Il ressort […] que ce groupement représente, à travers ses adhérents, près de 80 % des volumes de semences produites, 90 % des volumes de semences transformées et 88 % de la valeur du marché des semences qui sont commercialisées […]. Il doit, dès lors, être regardé comme une organisation interprofessionnelle représentative. »
Début 2018, la Confédération paysanne et le Modef estiment que le plan de filière présenté par le GNIS en 2017 « sert uniquement les intérêts des multinationales de l'agro-industrie et pas ceux des paysans »,,,. Le GNIS indique dans un communiqué avoir « tout fait pour associer des acteurs de la filière semences qui ne sont pas membres de l’interprofession » ,.
L'association les Croqueurs de carottes, qui regroupe huit petites entreprises semencières, estime que « l’interprofession est largement dominée par les intérêts d’entreprises industrielles et transnationales même si le GNIS affirme être le représentant de tous les semenciers ». Plus généralement, et alors que les pouvoirs publics français ont délégué depuis 2014 le contrôle sanitaire des semences potagères au syndicat interprofessionnel des semences, le GNIS et son service de contrôle le SOC, l'association conteste la légitimité du GNIS comme organisme de contrôle.
En 2019, le GNIS annonce son intention d'élargir sa gouvernance à de nouvelles organisations professionnelles, conformément aux engagements pris dans son plan de filière. En 2019, seule la FNSEA est représentée au conseil d'administration.

### Accusation de conflit d'intérêts
Reporterre et la Confédération paysanne évoquent un phénomène de porte tambour et accusent le GNIS de conflits d'intérêts, notamment lorsqu'une fonctionnaire, ancienne conseillère du ministère de l'Agriculture, a été nommée en 2016 par le gouvernement à la tête du Service officiel de contrôle et de certification.